# Illington
Illington est un village du Norfolk, en Angleterre. Il est situé dans le sud du comté, à une dizaine de kilomètres au nord-est de la ville de Thetford. Administrativement, il est rattaché à la paroisse civile de Wretham, qui relève du district de Breckland.

## Histoire
Illington abrite un cimetière de crémations de la période anglo-saxonne où ont été retrouvés des fragments de poteries préhistoriques et médiévales, ainsi que quelques bijoux.
Le Domesday Book, compilé à la fin du XIe siècle, mentionne Illington sous la forme Illinketune. Le village, qui compte 24 foyers, appartient alors au baron normand Guillaume de Warenne.